# Yulieth Domínguez
Yulieth Domínguez (6 de setembro de 1993) é uma futebolista colombiana que atua como defensora.

## Carreira
Yulieth Domínguez integrou do elenco da Seleção Colombiana de Futebol Feminino, nas Olimpíadas de 2012.